# Eckernförde
Eckernförde (dolnoniem. Eckernför i Eckernföör; duń. Egernførde, Ekernførde lub Egernfjord; łac. Ekerenforda, Ekelenforda) – miasto uzdrowiskowe w północnych Niemczech, w kraju związkowym Szlezwik-Holsztyn, w powiecie Rendsburg-Eckernförde, siedziba urzędu Schlei-Ostsee. Liczy ok. 22,8 tys. mieszkańców. Eckernförde leży nad Zatoką Eckernförde, która jest częścią Zatoki Kilońskiej, w południowo-zachodniej części Morza Bałtyckiego. W mieście stacjonuje jednostka wojskowa Spezialisierte Einsatzkräfte Marine. W mieście rozwinął się przemysł rybny.

## Współpraca
- Bałtijsk, Rosja
- Brzeg, Polska
- Bützow, Niemcy (Meklemburgia-Pomorze Przednie)
- gmina Hässleholm, Szwecja
- Macclesfield, Wielka Brytania
- Nakskov, Dania
- Tanga, Tanzania[3]

## Galeria

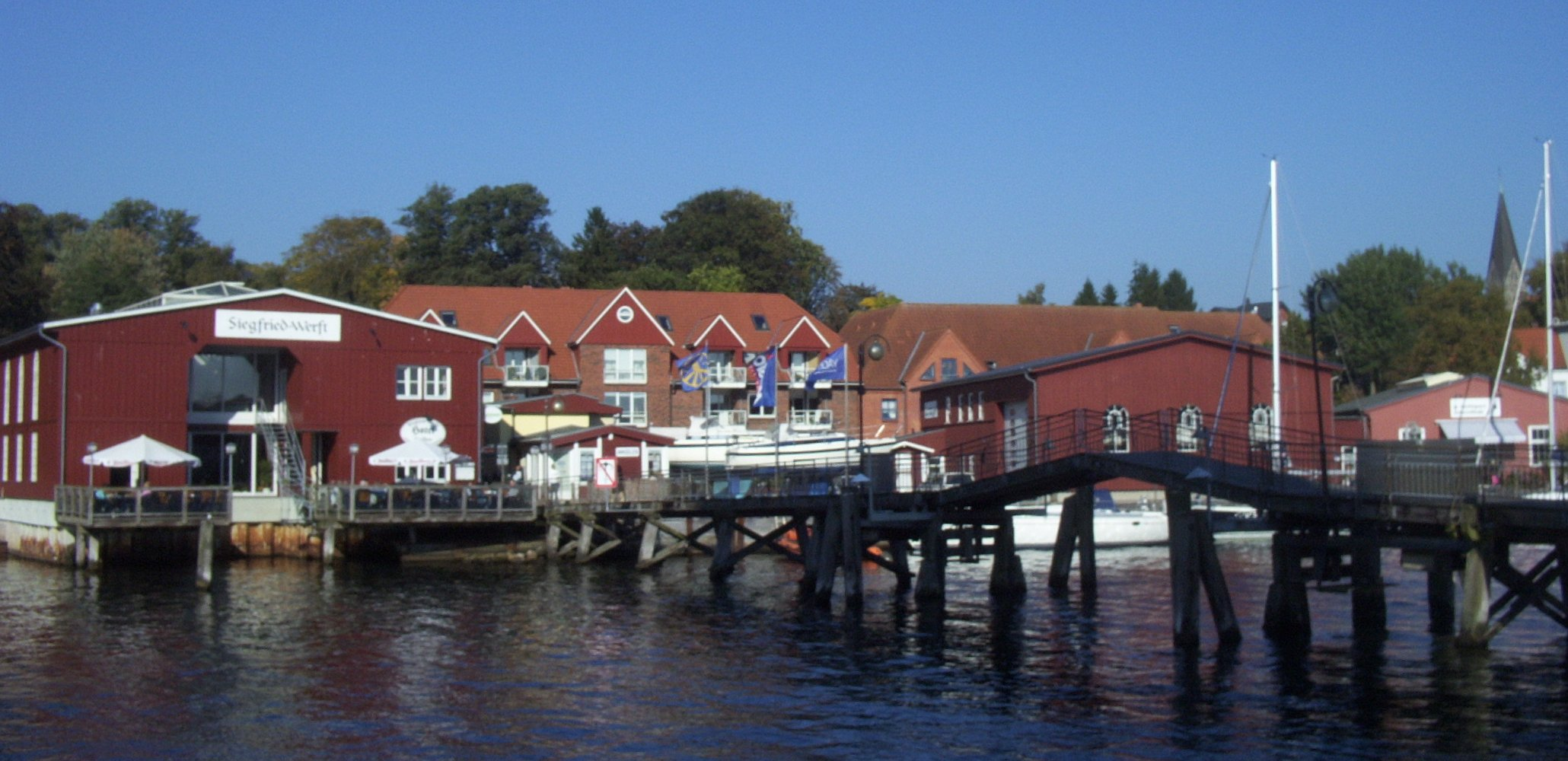
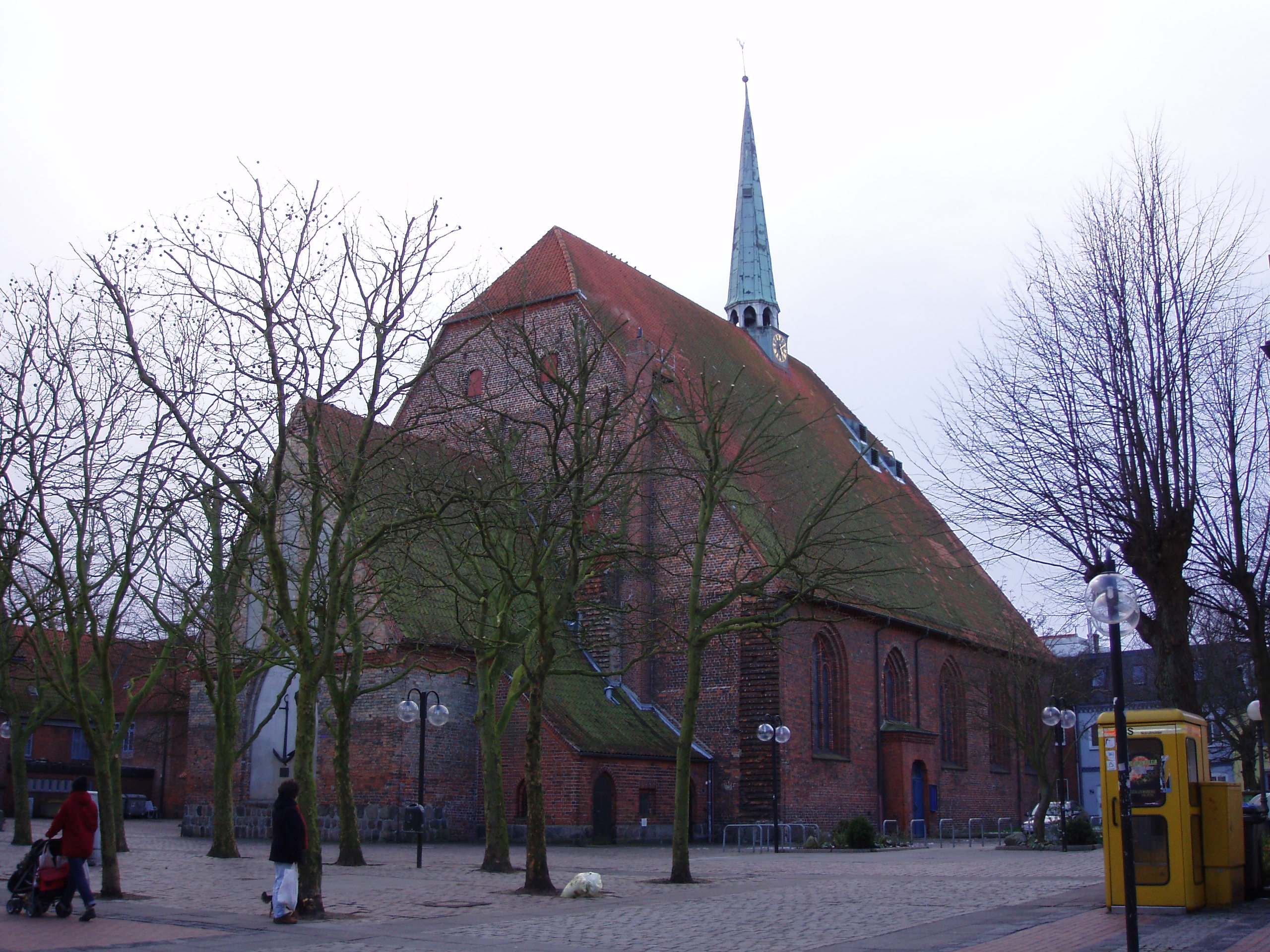
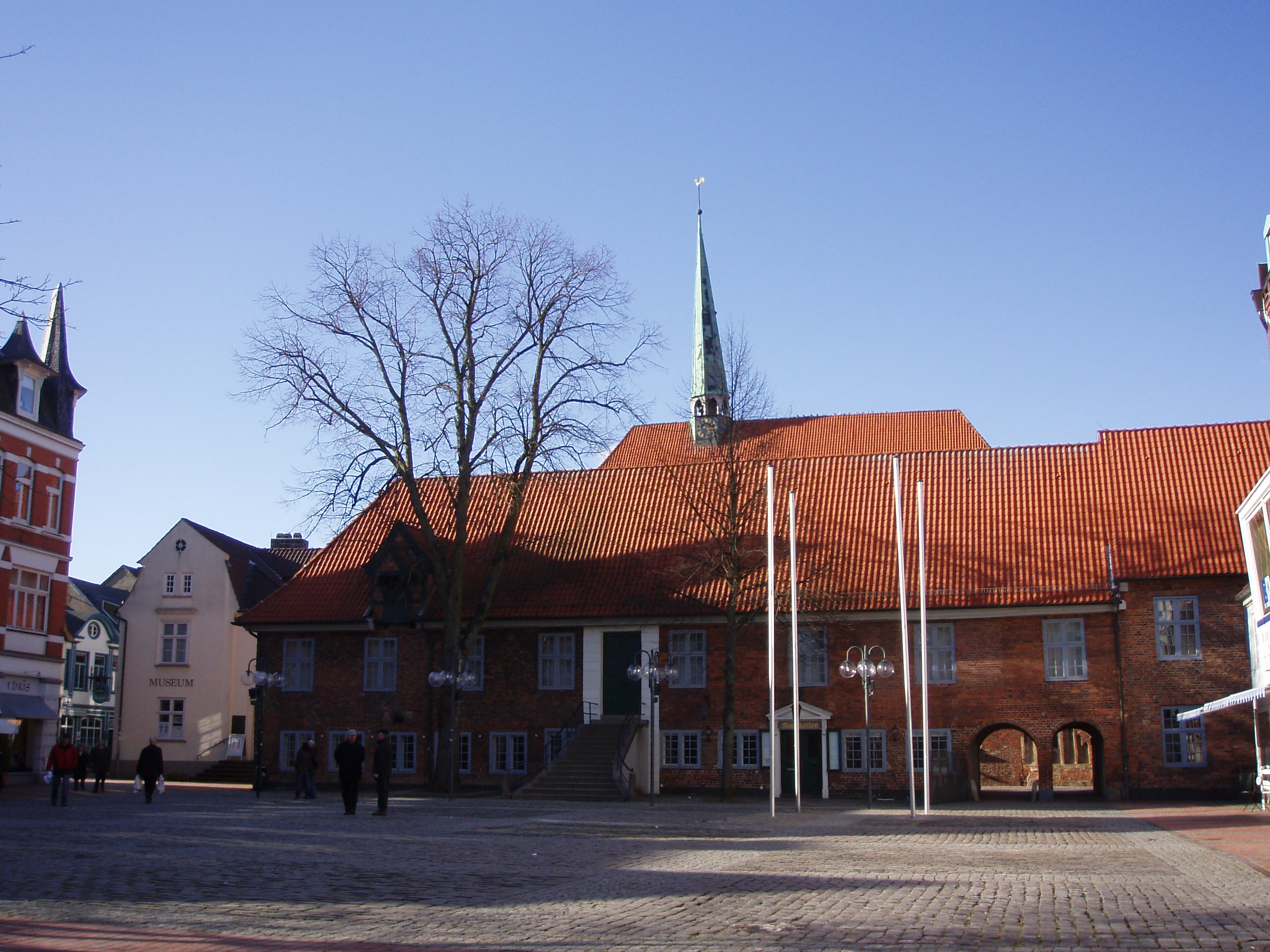
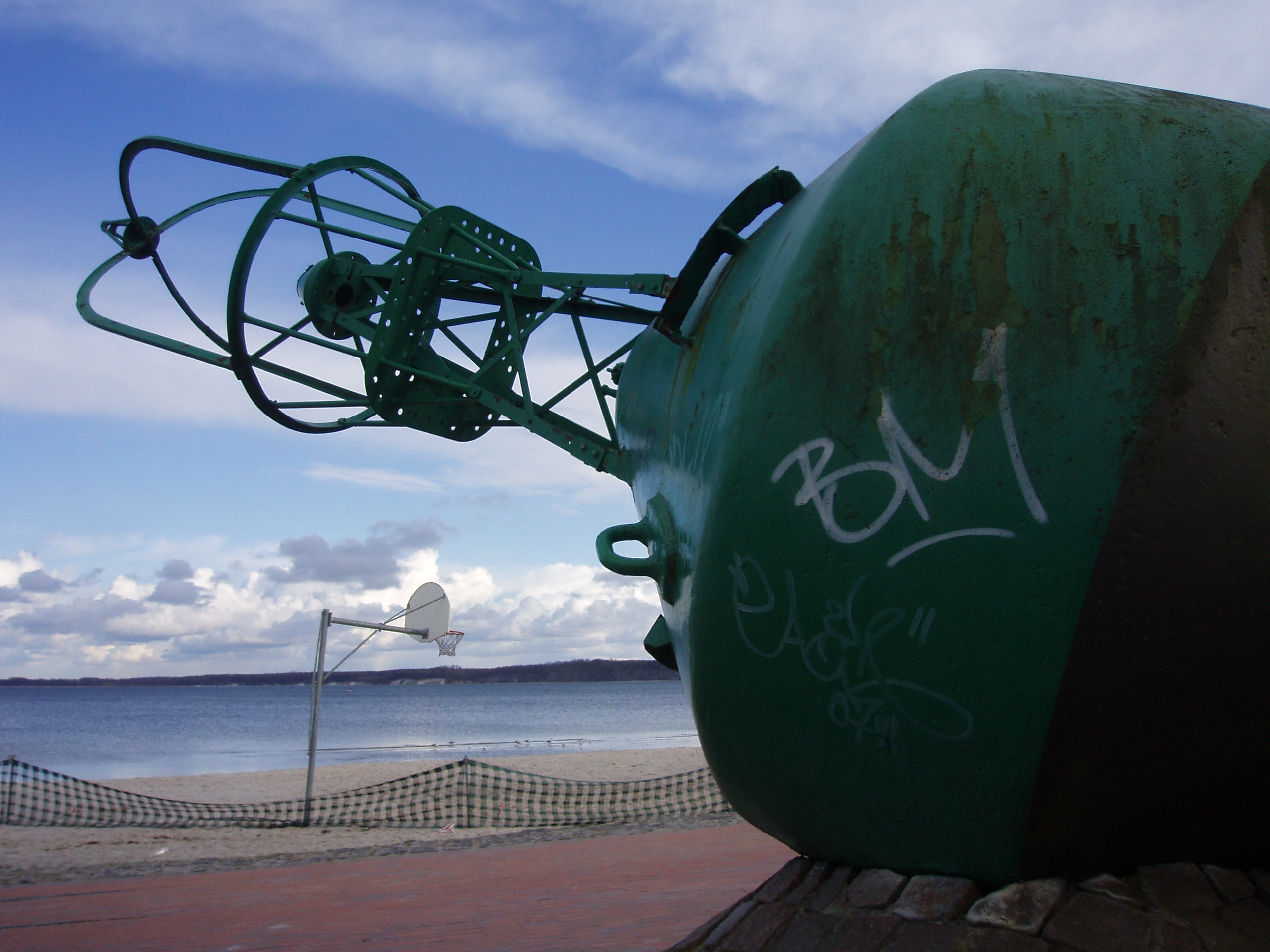